# Knebel (by)
 For alternative betydninger, se Knebel. (Se også artikler, som begynder med Knebel)
Knebel er en lille by på Djursland med 639 indbyggere  (2024), beliggende på den vestlige side af halvøen Mols ved Knebel Vig under Knebel Sogn. Den sydlige bydel der ligger langs med kysten kaldes Knebel Bro. Byen hører til Syddjurs Kommune og er beliggende i Region Midtjylland.
I den sydlige del af byen ligger Knebel Kirke der er en romansk bygning opført omkring år 1175, på en bakketop med udsigt over vigen. Kirken har et meget lille tårn, der mere har karakter af at være tagrytter end tårn. Kirkeskibet og alteret blev i slutningen af 1990´erne udsmykket indvendigt af kunstneren Bjørn Nørgaard.
Ca. 1 kilometer øst for byen ad Porskærvej finder man Porskær Stenhus, der er én af Danmarks største runddysser. Den menes at stamme fra yngre stenalder omkring år 3000 f. Kr. og har en diameter på 20 m. Dyssen ligger i det stærkt kuperede Mols Bjerge, hvis hede- og morænelandskab rejser sig få hundrede meter øst for byen.
Fra Knebel er der knap 12 kilometer til Rønde, 16 til Sletterhage på Helgenæs og knap 17 til Ebeltoft.
Molsskolen ligger også i Knebel. Molsskolen har cirka 300 elever.